# JW Marriott Marquis Hotel Dubai
Das JW Marriott Marquis Hotel Dubai (bis 2013 als Emirates Park Towers bekannt) ist ein Gebäudekomplex von Zwillingstürmen in Dubai, Vereinigte Arabische Emirate. Mit dem Bau der beiden je 355 Meter hohen Wolkenkratzer wurde 2006 begonnen, 2012 wurde das Projekt am Rande des neuen Stadtviertels Downtown Dubai abgeschlossen. Darüber hinaus sind die Türme die höchsten Hotelgebäude der Welt, bezogen auf die Einzelnutzung als Hotel.
In den Bauten entstanden 900 Räume und Suiten sowie 300 Hotel-Apartments. Die Endhöhe der beiden Türme von 355 Metern wurde schon im Mai 2010 erreicht, im Herbst 2011 wurden die äußerlichen Bauarbeiten beendet und seit Januar 2012 sind auch sämtliche Innenarbeiten abgeschlossen. Die Türme sind momentan auf Rang 9 der höchsten Gebäude in Dubai.